# حضارة غسولينية
الحقبة الغسولينية أو الغسولية أو الغازولية هي مرحلة ثقافية وتاريخية تعود إلى أواسط العصر النحاسي في جنوب بلاد الشام خلال الفترة (3800 – 3350 ق.م.)، وتعتبر موازية لحضارة حلف في شمال سوريا وبلاد الرافدين، وموقعها الأبرز هو «تليلات الغسول»، حيث يتواجد في وادي الأردن بالقرب من البحر الميت في الأردن، وتم اكتشافه في ثلاثينيات القرن الماضي.
تميَّزت الحقبة الغسولية بنمط القرى الصغيرة المكونة من مجتمعات زراعية صغيرة هاجرت من سوريا إلى فلسطين. بنى الغسوليون بيوتهم من الطوب الطيني على شكل شبه منحرف واتشحت برسوم حائط مزخرفة. كما تميزت أعمالهم الفخارية بدقة عالية من بينها الأوعية ذات القائمة، بالإضافة إلى كؤوس شراب على شكل قرون، مما يدل على احتمالية شيوع صناعة النبيذ. كما تظهر العديد من العينات استعمال المنحوتات والفخار للزينة. ينتمي الغسوليون إلى الحضارة النحاسية حيث مارسوا صهارة النحاس.
تشير عادات العزاء لديهم أنهم دفنوا موتاهم في توابيت حجرية.
اُكْتُشِفَت آثار للحضارة الغسولية في مناطق أخرى في جنوب فلسطين، تحديداً في منطقة بئر السبع، وارتبطت الحضارة الغسولية ارتباطا وثيقاً بالحضارة الإمراتية في مصر، ويعتقد بارتباطها تجارياً (تجارة المزهريات) بالحضارة المينوية القديمة في كريت.

## الأصل
الغسولية اسم يطلق على أحد الحضارات التي تواجدت في جنوب بلاد الشام وهو مشتق من اسم الموقع الذي تم اكتشاف الحضارة فيه (تليلات الغسول) الواقع شمال شرق البحر الميت في وادي الأردن. درج استعمال هذا الاسم للحقبة النحاسية بشكل عام وفي بعض الأحيان للطبقات المتأخرة المكتشفة في الموقع أو في مواقع أخرى يعتقد كونها معاصرة للحقبة الغسولية. ومؤخرا أصبح الاسم مرتبطا بالمناطق الواقعة في وسط جنوب فلسطين التاريخية، الضفة الغربية، وغرب الأردن، وهي مناطق غنية بالماء وشبه قاحلة. ومن المراحل الأخرى المرتبطة بالحقبة النحاسية والواقعة في مناطق أخرى تشمل القطيفية والتمنية (مناطق قاحلة) والجولانية. ويختلف استخدام الاسم من مؤرخ لآخر.
الحقبة النحاسية أو الغسولية أتت بعد العصر الحجري الحديث وقبل العصر البرونزي. لا تتوفر الكثير من المعرفة حول كيفية الانتقال من العصر النحاسي إلى بدايات العصر البرونزي، لكنه من الواضح تواجد استعمال السيراميك وصناعة الأسلحة من حجر الصوان، خاصة في المناطق الجنوبية من الحضارة. اعتمد تحديد زمن الحقبة الغسولية على دراسة الكربون المشع، والذي يشير إلى أن أواخر الحقبة الغسولية (النحاسية) بدأت في منتصف الألفية الخامسة قبل الميلاد وانتهت حوالي 3800 قبل الميلاد، وأن الانتقال من الحقبة الغسولية (النحاسية) إلى بدايات الحقبة البرونزية حصل في الفترة ما بين (3800-3500) قبل الميلاد.